# La Chapelle-Vicomtesse
La Chapelle-Vicomtesse település Franciaországban, Loir-et-Cher megyében. Lakosainak száma 160 fő (2022. január 1.). La Chapelle-Vicomtesse Bouffry, Boursay, Chauvigny-du-Perche, Choue, Droué, Romilly és Saint-Marc-du-Cor községekkel határos.

## Népesség
A település népességének változása:
| Lakosok száma | 330  | 187  | 174  | 181  | 180  | 180  | 169  | 162  | 158  | 160  |
|               | 1968 | 1982 | 1990 | 2006 | 2013 | 2015 | 2017 | 2019 | 2020 | 2022 |